# Grassette
Pinguicula
Genre
Classification phylogénétique
Répartition géographique
Synonymes
Les grassettes, Pinguicula en latin, sont un genre de plantes à fleurs de la famille des Lentibulariacées. Ce sont des plantes carnivores, herbacées vivaces (parfois annuelles). On en trouve près de 50 espèces à travers le monde.

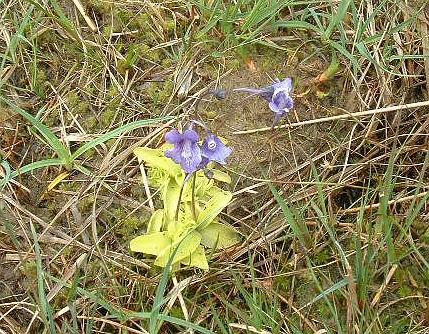
Grassette à grandes fleurs.

Bien qu'elles ne disposent pas de mécanisme de capture réellement actif, leur mode de nutrition est en partie carnivore. La plante est formée d'une rosette basale de feuilles gluantes sur lesquelles on trouve souvent de petits insectes. Du cœur de la plante (si elle est de climat tempéré) émergent au printemps une ou plusieurs hampes florales d'une dizaine de centimètres de haut, portant des fleurs blanches, bleues ou roses, rarement jaunes et rouge orangé, munies d'un éperon.
Ces plantes affectionnent les rochers suintants souvent calcaires, les endroits humides, parfois à proximité de petits ruisseaux, les queues d'étangs ; on peut en rencontrer aussi dans des tourbières. Elles forment alors souvent des colonies importantes, et se remarquent de loin à la couleur vert pomme (parfois rouge grenat) de leur feuillage, qui contraste avec la végétation environnante.
Les grassettes se rencontrent en Amérique du Nord, en Amérique centrale, en Amérique du Sud, aux Caraïbes, dans les régions boréales (Alaska - Sibérie - Laponie), dans la plus grande partie de l'Eurasie et dans les régions himalayennes. Elles sont pratiquement absentes d'Afrique et manquent totalement en Asie du Sud-Est, Australie et Océanie.
C'est en Amérique du Nord et en Europe que l'on rencontre le plus d'espèces.

## Liste des espèces dePinguicula
- Tempérées
  - Pinguicula alpina — grassette des Alpes
  - Pinguicula arvetii — grassette d'Arvet-Touvet (espèce non reconnue dans la nouvelle révision internationale du genre en 1966)
  - Pinguicula balcanica
  - Pinguicula corsica — grassette de Corse
  - Pinguicula crystallina
  - Pinguicula grandiflora — grassette à grandes fleurs
  - Pinguicula hirtiflora, qui est en fait une sous espèce de P.crystallina
  - Pinguicula leptoceras — grassette à éperon étroit
  - Pinguicula longifolia — grassette à longues feuilles
  - Pinguicula lusitanica — grassette du Portugal
  - Pinguicula nevadensis
  - Pinguicula poldinii
  - Pinguicula vallisneriifolia
  - Pinguicula vulgaris — grassette commune
  - Pinguicula bohemica
  - Pinguicula fiorii
  - Pinguicula mundi
  - Pinguicula dertosensis
  - Pinguicula variegata
  - Pinguicula villosa
  - Pinguicula algida
  - Pinguicula macroceras
  - Pinguicula ramosa

(Dans cette liste, beaucoup de sous-espèces, variétés ou formes ne sont pas prises en compte.)
- Nouvelles découvertes en Europe (2009)
  - Pinguicula apuana
  - Pinguicula mariae
- Subtropicales (États-Unis)
  - Pinguicula caerulea
  - Pinguicula lutea
  - Pinguicula planifolia
  - Pinguicula pumila
  - Pinguicula ionantha
  - Pinguicula primuliflora
- Caraïbes
  - Pinguicula albida
  - Pinguicula beneticta
  - Pinguicula cubensis
  - Pinguicula filifolia
  - Pinguicula jackii
  - Pinguicula jaraguana
  - Pinguicula lignicola
  - Pinguicula lippoldii
  - Pinguicula lithophytica
  - Pinguicula toldensis
  - Pinguicula bisei
  - Pinguicula infundibuliformis
  - Pinguicula caryophyllaceae'
  - Pinguicula casabitoana
- Mexique, Guatemala, Belize
  - Pinguicula acuminata
  - Pinguicula agnata
  - Pinguicula calderoniae
  - Pinguicula clivorum
  - Pinguicula colimensis
  - Pinguicula conzattii
  - Pinguicula crassifolia
  - Pinguicula crenatiloba
  - Pinguicula cyclosecta
  - Pinguicula debbertiana
  - Pinguicula elhersiae
  - Pinguicula elizabethiae
  - Pinguicula emarginata
  - Pinguicula esseriana - Grassette d'Esser
  - Pinguicula gigantea - Grassette géante
  - Pinguicula gracilis
  - Pinguicula greenwoodii
  - Pinguicula gypsicola
  - Pinguicula hemiepiphytica
  - Pinguicula heterophylla
  - Pinguicula ibarrae
  - Pinguicula imitatrix
  - Pinguicula immaculata
  - Pinguicula jaumavensis
  - Pinguicula jorgehintonii
  - Pinguicula laueana
  - Pinguicula laxifolia
  - Pinguicula lilacina
  - Pinguicula macrophylla
  - Pinguicula martinezii
  - Pinguicula medusinae
  - Pinguicula mesophytica
  - Pinguicula mirandae
  - Pinguicula moctezumae
  - Pinguicula moranensis — grassette de Moran
  - Pinguicula nivalis
  - Pinguicula oblongiloba
  - Pinguicula orchidioides
  - Pinguicula parvifolia
  - Pinguicula pilosa
  - Pinguicula potosiensis
  - Pinguicula rectifolia
  - Pinguicula reticulata (= P. kondoi)
  - Pinguicula rotundiflora
  - Pinguicula sharpii
  - Pinguicula stolonifera
  - Pinguicula takakii
  - Pinguicula utricularioides
  - Pinguicula zecheri
- Andes
  - Pinguicula antarctica
  - Pinguicula calyptrata
  - Pinguicula chilensis
  - Pinguicula elongata
  - Pinguicula involuta
  - Pinguicula jarmilae (nouvelle espèce andine).

Selon Catalogue of Life (20 juillet 2017) :
- Pinguicula acuminata Benth.
- Pinguicula agnata Casper
- Pinguicula albida Wright ex Griseb.
- Pinguicula alpina L.
- Pinguicula antarctica Vahl
- Pinguicula apuana Casper & Ansaldi
- Pinguicula balcanica Casper
- Pinguicula benedicta Barnh
- Pinguicula bissei Casper
- Pinguicula caerulea Walt.
- Pinguicula calderoniae Zamudio
- Pinguicula calyptrata Kunth
- Pinguicula caryophyllacea Casper
- Pinguicula casabitoana Jimenez
- Pinguicula caudata Schltdl.
- Pinguicula chilensis Clos
- Pinguicula christinae Peruzzi & Gestri
- Pinguicula clivorum Standl. & Steyerm.
- Pinguicula colimensis McVaugh & Mickel
- Pinguicula conzattii Zamudio & van Marm
- Pinguicula corsica Bernard & Gren.
- Pinguicula crassifolia S. Zamudio
- Pinguicula crenatiloba DC.
- Pinguicula crystallina Sm.
- Pinguicula cubensis Urquiola & Casper
- Pinguicula cyclosecta Casper
- Pinguicula debbertiana F. Speta & F. Fuchs
- Pinguicula ehlersiae F. Speta & F. Fuchs
- Pinguicula elizabethiae S. Zamudio
- Pinguicula elongata Benj.
- Pinguicula emarginata S.Z. Ruiz & J. Rzedowski
- Pinguicula esseriana B. Kirchner
- Pinguicula filifolia Wright ex Griseb.
- Pinguicula fiorii F. Tammaro & L. Pace
- Pinguicula fontiqueriana A. Romo, J.B. Peris & G. Stübing
- Pinguicula gigantea H. Luhrs
- Pinguicula gracilis S. Zamudio
- Pinguicula grandiflora Lam.
- Pinguicula greenwoodii M. Cheek
- Pinguicula gypsicola T. S. Brandeg.
- Pinguicula habilii Yildirim, Cenol & Pirhan
- Pinguicula hemiepiphytica S. Zamudio & J. Rzedowski
- Pinguicula heterophylla Benth.
- Pinguicula ibarrae Zamudio
- Pinguicula imitatrix Casper
- Pinguicula immaculata S. Zamudio & A. Lux
- Pinguicula infundibuliformis Casper
- Pinguicula involuta Ruiz & Pav.
- Pinguicula ionantha R. K. Godfrey
- Pinguicula jackii Barnh.
- Pinguicula jaraguana Casper
- Pinguicula jarmilae Halda & Malina
- Pinguicula kondoi Casper
- Pinguicula laueana F. Speta & F. Fuchs
- Pinguicula laxifolia H. Luhrs
- Pinguicula leptoceras Rchb.
- Pinguicula lignicola Barnh.
- Pinguicula lilacina Cham. & Schltdl.
- Pinguicula lippoldii Casper
- Pinguicula lithophytica Panfet & P.Temple
- Pinguicula longifolia DC.
- Pinguicula lusitanica L.
- Pinguicula lutea Walt.
- Pinguicula macroceras Pall. ex Link
- Pinguicula macrophylla Kunth
- Pinguicula mariae Casper & R. Stimper ex Casper
- Pinguicula martinezii Zamudio
- Pinguicula medusina Zamudio & Studnicka
- Pinguicula mesophytica S. Zamudio
- Pinguicula mirandae S. Zamudio Ruiz & A. Salinas T.
- Pinguicula moctezumae S. Zamudio & R.Z. Ortega
- Pinguicula moranensis Kunth
- Pinguicula mundi G. Blanca, M. Jamilena, M. Ruiz-Rejan & R. Zamora
- Pinguicula nevadensis (H. Lindb.) Casper
- Pinguicula nivalis Luhrs & Lampard
- Pinguicula oblongiloba A. DC.
- Pinguicula orchidioides A. DC.
- Pinguicula parvifolia Robinson
- Pinguicula pilosa Luhrs, Studnicka & Gluch
- Pinguicula planifolia Chapm.
- Pinguicula poldinii J.F.Steiger & Casper
- Pinguicula primuliflora C. E. Wood & Godfrey
- Pinguicula pumila Michx.
- Pinguicula pygmaea Rivadavia, E.L.Read & A.Fleischm.
- Pinguicula ramosa Miyoshi ex Yatabe
- Pinguicula rectifolia Speta & F.Fuchs
- Pinguicula rotundiflora M. Studnicka
- Pinguicula sehuensis Bacch., Cannas & Peruzzi
- Pinguicula sharpii S.J. Casper & K. Kondo
- Pinguicula takakii S.Z. Ruiz & J. Rzedowski
- Pinguicula toldensis Casper
- Pinguicula utricularioides S. Zamudio & J. Rzedowski
- Pinguicula vallis-regiae F.Conti & Peruzzi
- Pinguicula vallisneriifolia Webb
- Pinguicula variegata Turcz.
- Pinguicula villosa L.
- Pinguicula vulgaris L.
- Pinguicula zecheri F. Speta & F. Fuchs